# Покровская церковь (Санкт-Петербург, старообрядческая)
Покровская старообрядческая церковь — храм Санкт-Петербургской и Тверской епархии Русской православной старообрядческой церкви, расположенный на проспекте Александровской Фермы в Санкт-Петербурге.

## История
Церковь была построена в период с 1895 по 1896 год по проекту архитектора В. А. Колянковского на воинском отделении Преображенского кладбища и была посвящена святому князю Александру Невскому. Богослужения в ней совершались до декабря 1937 года, когда был арестован её многолетний настоятель, протоиерей Алексей Андреевич Чужбовский (расстрелян 28 декабря 1937).
Старообрядцы Белокриницкого согласия лишились своих храмов в Ленинграде ещё в середине 1930-х годов и с тех пор, вплоть до 1982 года, оставались на нелегальном положении. Верующие тайно собирались на частных квартирах и, как умели, совершали службы. С подписанием СССР хельсинкского акта 1975 года они стали более настойчиво добиваться реализации своих религиозных прав.
30 сентября 1982 года, после пятилетней переписки с заявителями, исполнительный комитет Ленинградского городского совета принимает решение о регистрации «религиозного общества старообрядцев Белокриницкого согласия Ленинграда и области». В ноябре 1982 года достигнуто устное соглашение о передаче здания бывшей церкви Александра Невского, расположенной на кладбище «Жертв 9-го января» — бывшем Преображенском кладбище неподалеку от станции метро Обухово.
Заброшенная кладбищенская церковь была передана старообрядцам весной 1983 года. 25 декабря 1983 года состоялось её торжественное освящение во имя Покрова Богородицы.
С 1984 года в храм назначается обслуживающий иерей Леонид Гусев из города Горький (ныне Нижний Новгород). В январе 1992 года в общине был поставлен собственный священник Геннадий Чунин.
11 января 2005 года в Покровской общине Петербурга было проведено епархиальное совещание под председательством епископа Амвросия (Герцога).
К престольному празднику 2016 года завершён комплексный ремонт Покровского храма. В общине действует детская воскресная школа. Занятия в ней проходят одновременно в трёх возрастных группах, число учащихся достигает 20—30 человек.